# Cmentarz wojenny w Wisłoku Wielkim
Cmentarz wojenny w Wisłoku Wielkim – cmentarz z I wojny światowej położony na terenie miejscowości Wisłok Wielki, w gminie Komańcza, w powiecie sanockim, w województwie podkarpackim.

## Opis
Niewielki cmentarz znajduje się po południowej stronie drogi wojewódzkiej nr 897 w miejscowości Wisłok Wielki (działka nr 437). Położenie cmentarza oznaczono postawionym symbolicznym ogrodzeniem z żerdzi o zarysie kwadratu około 10 x 10 m. W obrębie ogrodzenia w miejscu dawnego pojedynczego krzyża, stoją trzy drewniane wysokie krzyże ustawione staraniem miejscowej parafii.
Na cmentarzu spoczywają żołnierze armii austriackiej polegli w bitwie stoczonej na Czereszniowie (łąka nad Wisłokiem) o Wisłok Wielki z oddziałami carskimi. W okresie międzywojennym cmentarz był zadbany i ogrodzony, opiekowały się nim dzieci ze szkoły w Wisłoku.
W 1944 po przejściu frontu II wojny światowej przy cmentarzu pochowano w zbiorowych mogiłach poległych w walce z Niemcami żołnierzy radzieckich. W latach 1950–1953 podczas akcji porządkowania, ekshumacji i przenoszenia zwłok żołnierzy armii radzieckiej z pobieżnych pochówków zostali przeniesieni na duży cmentarz wojenny w Sanoku.

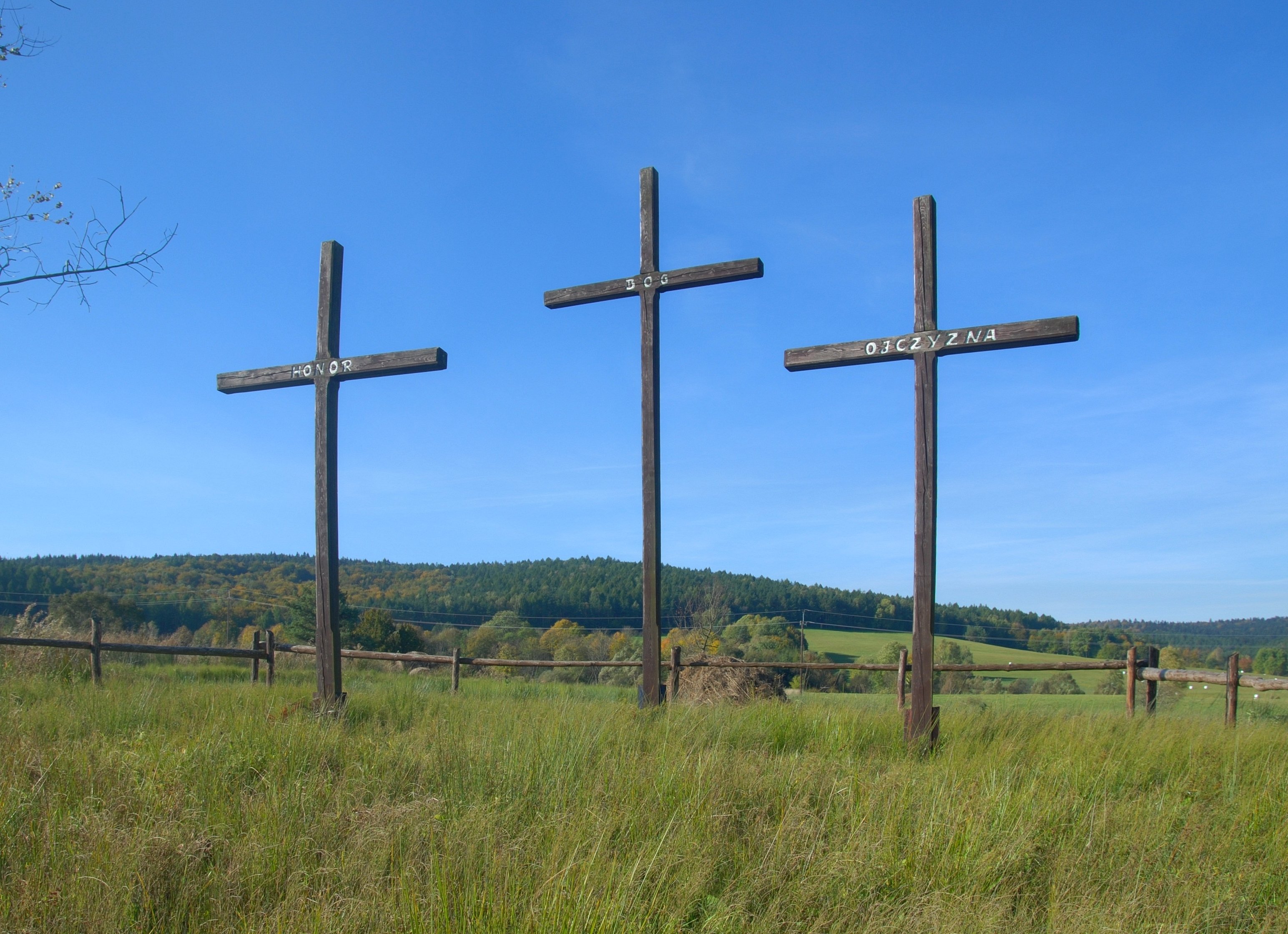

## Netografia
- Dariusz Zając: Cmentarze z I wojny światowej w Galicji Środkowej. [w:] Szlakami i bezdrożami Beskidu Niskiego i Pogórzy Karpackich [on-line]. [dostęp 2019-12-12]. (pol.).